# Hernando de Cabezón

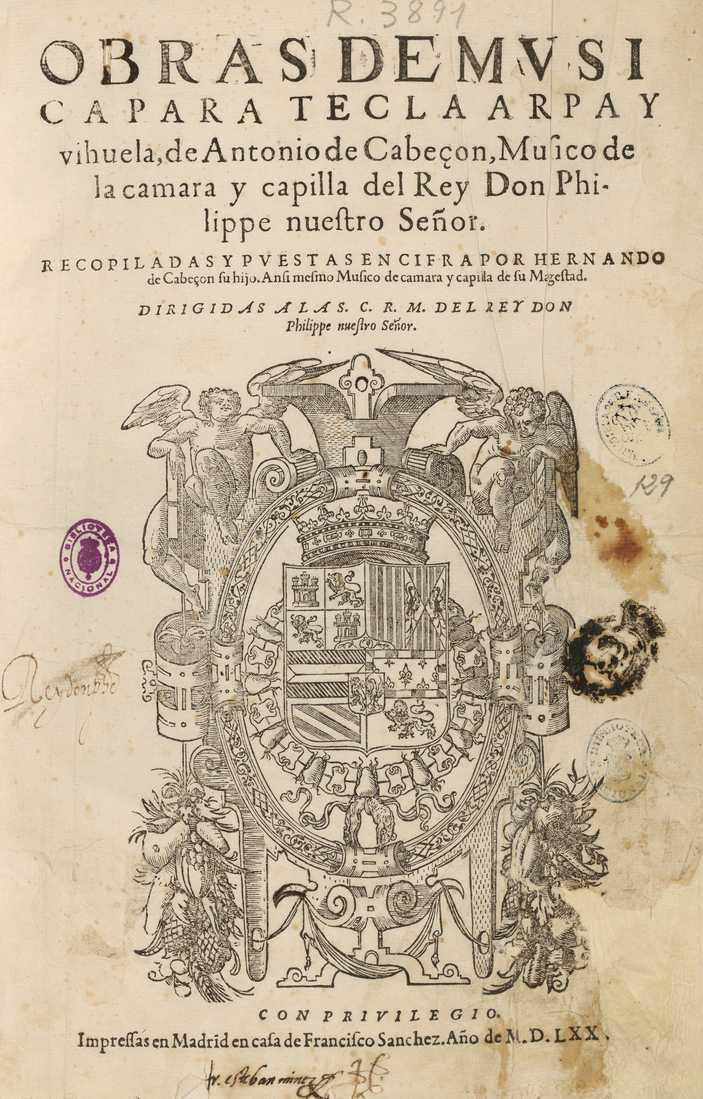
Las obras de música para tecla, arpa y vihuela de Antonio de Cabezón, 1578.

Hernando de Cabezón (ochrzcz. 7 września 1541 w Madrycie, zm. 1 października 1602 w Valladolid) – hiszpański kompozytor i organista. Syn Antonia i brat Agustina.
W 1566 objął po zmarłym ojcu stanowisko organisty na hiszpańskim dworze królewskim, na którym pozostawał aż do śmierci. Wraz z dworem Filipa II odbył liczne podróże po Hiszpanii i innych krajach Europy. W latach 1581–1582 przebywał w Lizbonie. hernando zebrał i przygotował do druku kompozycje ojca, stryja Juana i własne w zbiorze pt. Obras de Música para tecla, arpa y vihuela... w Madrycie w 1578 r. W spisanym w 1598 r. testamencie wspomina także o przygotowanych dwóch innych tabulaturach o podobnej zawartości oraz dziele Compendio de musica de Hernando de Cabezón, które jednak nie zachowały się do naszych czasów.

## Kompozycje
- 4 glosy na tematy francuskich chansons
- Ave Maria 3-głosowa